# SquidGuard
squidGuard és un programari redirector d'URLs, que pot ser utilitzat per controlar de contingut de pàgines webs que els usuaris poden accedir. És un connector per Squid i utilitza llistes negres per definir els llocs d'acces restringit. SquidGuard ha d'estar instal·lat en un ordinador Unix o  GNU/Linux.
Va ser inicialment desenvolupat per Pål Baltzersen i Lars Erik Håterra, i va ser implementat i estès per Lars Erik Håterra durant els anys 90 a Tele Danmark InterNordia. La versió estable actual és la 1.4 llançada l'any 2009, i la versió 1.5 està en desenvolupament des del 2010. Les característiques noves de versió 1.4 inclouen autenticació opcional via una base de dades MySQL.
squidGuard és programari lliure amb Llicència Pública General (GPL) versió 2 GNU. És inclòs dins moltes distribucions de Linux incloent-hi Debian, openSUSE i Ubuntu.